# Saint-Jean-du-Doigt
Saint-Jean-du-Doigt è un comune francese di 641 abitanti situato nel dipartimento del Finistère nella regione della Bretagna.

## Società

### Evoluzione demografica
Abitanti censiti